# Stekelzalmen
Stekelzalmen (Stethaprioninae) zijn een onderfamilie uit de orde van de Characiformes (Karperzalmachtigen).

## Geslachten
- Brachychalcinus Boulenger, 1892
- Orthospinus dos Reis, 1989
- Poptella Eigenmann, 1908
- Stethaprion Cope, 1870